# Mariano Arribas Palau
Mariano Arribas Palau (Barcelona, 15 de mayo de 1917-Madrid, 15 de enero de 2002) fue un arabista e historiador español.

## Biografía
Nacido el 15 de mayo de 1917 en Barcelona, después de haber ingresado en la «Universidad Autónoma de Barcelona» se terminó licenciando en Filología Semítica con la finalización de la Guerra Civil. En época del protectorado español de Marruecos, entre 1944 y 1956 dirigió el instituto Muley el-Hasan, situado en Tetuán. Se doctoró con la lectura de Cartas árabes de Marruecos en tiempos de Mawláy al-Yazïd (1790-1792), tesis doctoral dirigida por Josep Maria Millàs Vallicrosa. Tras su retorno definitivo a la península trabajó en la Universidad Complutense de Madrid. Falleció en Madrid el 15 de enero de 2002.
Académico correspondiente de la Real Academia de las Buenas Letras de Barcelona desde el 25 de febrero de 1953, fue hermano del prehistoriador y arqueólogo Antonio Arribas Palau.